# Estació de Príncipe Pío
Príncipe Pío és una estació intercanviador on conflueixen unes línies —L6, L10 i el Ramal — del Metro de Madrid amb les línies C-1 C-7 i C-10 de Rodalies Madrid i l'estació d'autobusos urbans i interurbans.
En els seus orígens, l'estació de ferrocarril va ser anomenada Estación del Norte, construïda com a terminal a Madrid de la línia General del Norte o Imperial (Madrid-Irún) de l'antiga Compañía de los Caminos de Hierro del Norte de España.
| Metro de Madrid                    |                 |       |                  |                        |
| Procedència/Destinació             | <               | Línia | >                | Procedència/Destinació |
| circular                           | Argüelles       |       | Puerta del Ángel | circular               |
| Tres Olivos Hospital Infanta Sofía | Plaza de España |       | Lago             | Puerta del Sur         |
| Ópera                              | Ópera           |       | terminal         | terminal               |
| Rodalies Madrid                    |                 |       |                  |                        |
| Procedència/Destinació             | <               | Línia | >                | Procedència/Destinació |
| Chamartín                          | Pirámides       | C7    | Aravaca          | Alcalá de Henares      |
| Pitis                              | Pirámides       | C10   | Aravaca          | Villalba               |